# Cooksons gnoe
Cooksons gnoe (Connochaetes taurinus cooksoni) is een ondersoort van de blauwe gnoe, die voorkomt in de vallei van de Luangwa in Zambia. Soms trekken kuddes van de ondersoort naar centraal-Malawi. De ondersoort heeft een groter lijf en grotere hoorns vergeleken met de andere ondersoorten. Daarnaast is hij ook lichter van kleur. Cooksons gnoe heeft een zwarte onderkop, een donkerzwarte staart, met een lichtbruin tot lichtzwart lichaam. De baard is zwart en klein en de hoorns zijn grijs, terwijl de bovenkant van de kop bruin is met verschillende kleurschakeringen. Naast stroperij zijn er geen grote bedreigingen voor de ondersoort. 